# Rhynchocyclus aequinoctialis
El picoplano equinoccial (Rhynchocyclus aequinoctialis) es una especie de ave paseriforme de la familia Tyrannidae perteneciente al género Rhynchocyclus, anteriormente tratada como un grupo de subespecies de Rhynchocyclus olivaceus. Es nativa del extremo oriental de América Central y del norte y oeste de América del Sur.

## Distribución y hábitat
Se distribuye desde el este de Panamá hacia el este por el norte de Colombia hasta el norte de Venezuela, y hacia el sur, a oriente de los Andes, por Colombia, Ecuador, Perú, hasta el centro norte de Bolivia y suroeste de la Amazonia brasileña.
Esta especie es considerada poco común a localmente común en su hábitat natural, el denso sotobosque y el estrato medio de selvas húmedas de tierras bajas y pantanos, donde favorece enmarañados de bambú, hasta los 1000 m de altitud.

## Sistemática

### Descripción original
La especie R. aequinoctialis fue descrita por primera vez por el zoólogo británico Philip Lutley Sclater en 1858 bajo el nombre científico Cyclorhynchus aequinoctialis; su localidad tipo es: «Río Napo, Ecuador».

### Etimología
El nombre genérico masculino «Rhynchocyclus» es un anagrama del género «Cyclorhynchus» que se comppone de las palabras del griego «kuklos» que significa ‘círculo’, ‘escudo’, y «rhunkhos» que significa ‘pico’; y el nombre de la especie «aequinoctialis», en latín significa ‘equinoccial’, ‘ecuatorial’.

### Taxonomía
El grupo politípico formado por la presente especie e incluyendo otras cinco subespecies, era tratado como  un grupo de subespecies del picoplano oliváceo (Rhynchocyclus olivaceus); pero las clasificaciones Aves del Mundo (HBW), Birdlife International (BLI), y más recientemente el Congreso Ornitológico Internacional (IOC), y Clements checklist/eBird lo consideran como una especie separada, con base en diferencias morfológicas, principalmente de plumaje, y muy significativas de vocalización.
Las principales diferencias morfológicas apuntadas por HBW para justificar la separación son: los bordes de las plumas de vuelo de color amarillo más brillante; las grandes cobertoras de las alas amarillentas y no ocráceas; el vientre con más cantidad de amarillo pálido, que se extiende marginalmente bien hacia arriba hasta el medio del pecho. El canto difiere fuertemente, es una serie típicamente con cinco a diez silbidos, inicialmente planos y espinosos, y que se vuelven más puros y sonoros, que se aceleran y cuyo timbre aumenta, contra el canto de R. olivaceus, que es una serie rápida de notas muy animadas cuyo timbre disminuye.
La subespecie cryptus, descrita como especie plena por Simóes et al. (2021), es tentativamente tratada como subespecie por las principales clasificaciones. En el mismo estudio se encontró  que el complejo Rhynchocyclus olivaceus/aequinoctialis, como definido es parafilético con respecto a Rhynchocyclus fulvipectus, y propusieron que las poblaciones de la misma consisten de cuatro especies diferentes: Rhynchocyclus olivaceus de la Mata Atlántica del este de Brasil, Rhynchocyclus guianensis de las Guayanas y de la Amazonia oriental, Rhynchocyclus aequinoctialis del este de Panamá, noroeste de Colombia, y noroeste de la Amazonia, y la nueva especie descrita Rhynchocyclus cryptus del suroeste de la Amazonia.

### Subespecies
Según las clasificaciones del Congreso Ornitológico Internacional (IOC) y Clements Checklist/eBird se reconocen siete  subespecies, con su correspondiente distribución geográfica:
- Rhynchocyclus aequinoctialis bardus (Bangs & Barbour, 1922) – este de Panamá y noroeste de Colombia (norte de Chocó al este hasta el sur de Bolívar).
- Rhynchocyclus aequinoctialis mirus Meyer de Schauensee, 1950 – noroeste de Colombia (bajo valle del Atrato-San Juan y hacia el interior desde la costa).
- Rhynchocyclus aequinoctialis flavus (Chapman, 1914) – norte y centro de Colombia (Santa Marta y Magdalena hasta el oeste de Meta) y norte de Venezuela (al este hasta Aragua y oeste de Apure).
- Rhynchocyclus aequinoctialis jelambianus Aveledo & Pérez, 1994 – noreste de Venezuela (Sucre, norte de Monagas).
- Rhynchocyclus aequinoctialis tamborensis Todd, 1952 – río Lebrija (Santander), en el centro de Colombia.
- Rhynchocyclus aequinoctialis aequinoctialis (P.L. Sclater, 1858) – centro sur y sureste de Colombia (Meta al sur hasta Putumayo y Amazonas), este de Ecuador, este de Perú, oeste de Brasil al sur del río Amazonas (al este hasta el río Madeira) y centro norte de Bolivia (al sur hasta Cochabamba).
- Rhynchocyclus aequinoctialis cryptus Simões, Cerqueira, Peloso & Aleixo, 2021 – suroeste de la Amazonia desde el este de Perú, y suroeste de Brasil hasta el norte de Bolivia.[6]